# Proevippa albiventris
Proevippa albiventris là một loài nhện trong họ Lycosidae.
Loài này thuộc chi Proevippa. Proevippa albiventris được Eugène Simon miêu tả năm 1898.